# Kloster Rosserk

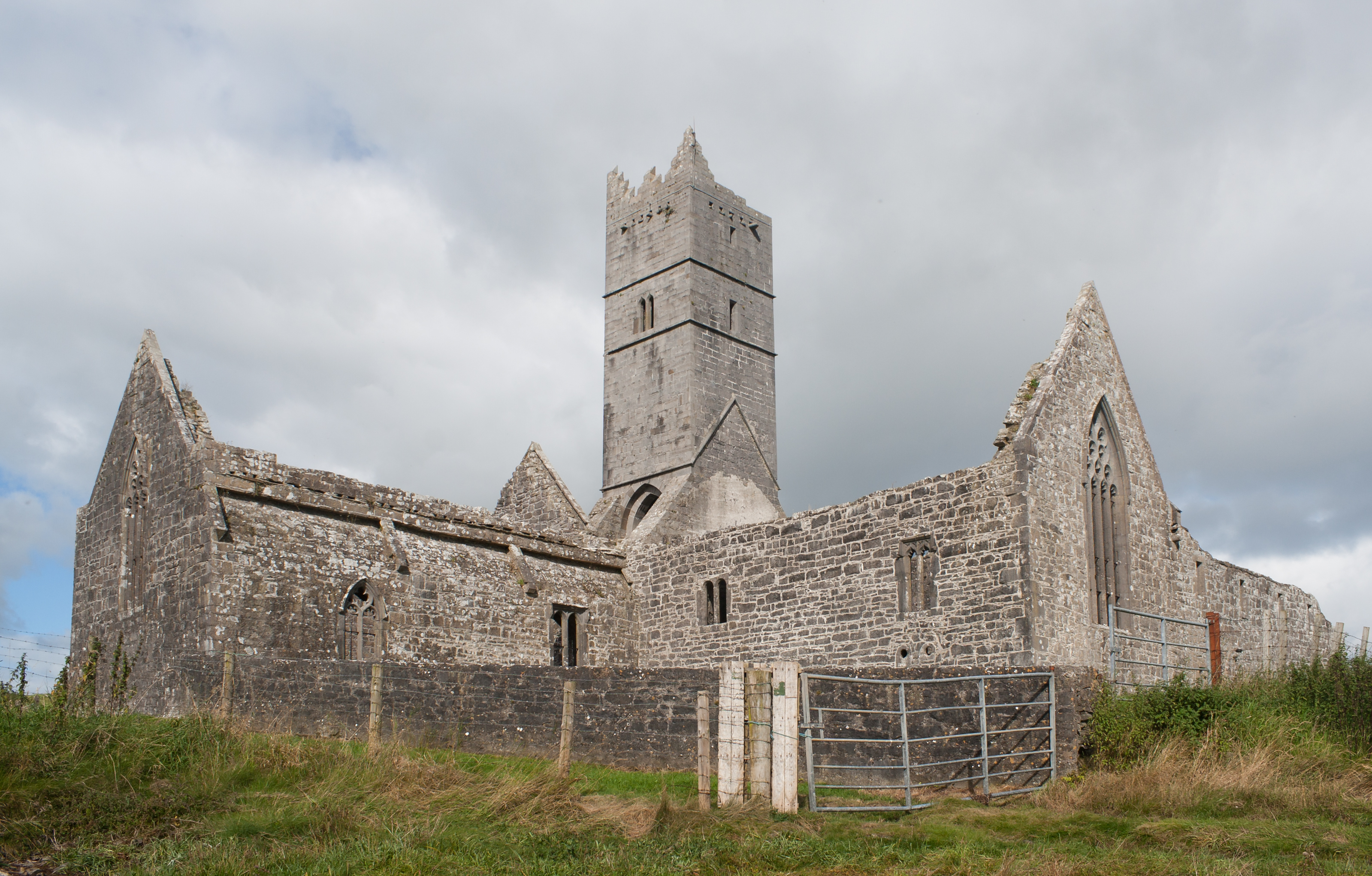
Südostansicht des Klosters Rosserk

Das Kloster Rosserk (irisch Mainistir Ros Eirc, englisch Rosserk Friary) wurde 1441 oder früher als Haus für Terziaren des franziskanischen Ordens in der Diözese Killala in Irland gegründet. Das Kloster wurde um 1578 im Rahmen der Reformation aufgehoben und 1590 durch Brandstiftung schwer beschädigt. Das Kloster gehört unter der Nummer 104 zu den nationalen Monumenten Irlands.

## Geschichte
Das Kloster gehört zu denen des dritten Ordens der Franziskaner, die in Irland als bedeutend galten. Beginnend mit Killeenbrenan und Clonkeenkerrill wurden in der Zeit von 1426 bis 1539 knapp 50 Häuser gegründet. Für die neugegründeten Klöster in Ballymote (Diözese Achonry), Rosserk und Tisaxon (Erzdiözese Tuam) wurde gemeinschaftlich eine Petition an den Papst Eugen IV. durch die Terziaren Philipp, Patrick und Andrew O'Clumhain eingereicht, die am 23. Februar 1442 mit der Genehmigung beantwortet wurde. Colmán Ó Clabaigh betrachtet es als Indiz für den Erfolg des Ordens, dass es drei Angehörigen der offenbar gleichen Familie gelang, in einer konzertierten Aktion in drei Diözesen zunächst die Genehmigung bei den lokalen Bischöfen einzuholen, um sich dann gemeinsam mit Erfolg an den Papst zu wenden. Die Bauarbeiten hatten zu diesem Zeitpunkt bereits begonnen und aufgrund eines päpstlichen Schreibens vom 14. Dezember 1441, der auf einen Terziaren von Rosserk Bezug nimmt, muss die Gründung selbst 1441 oder früher stattgefunden haben.

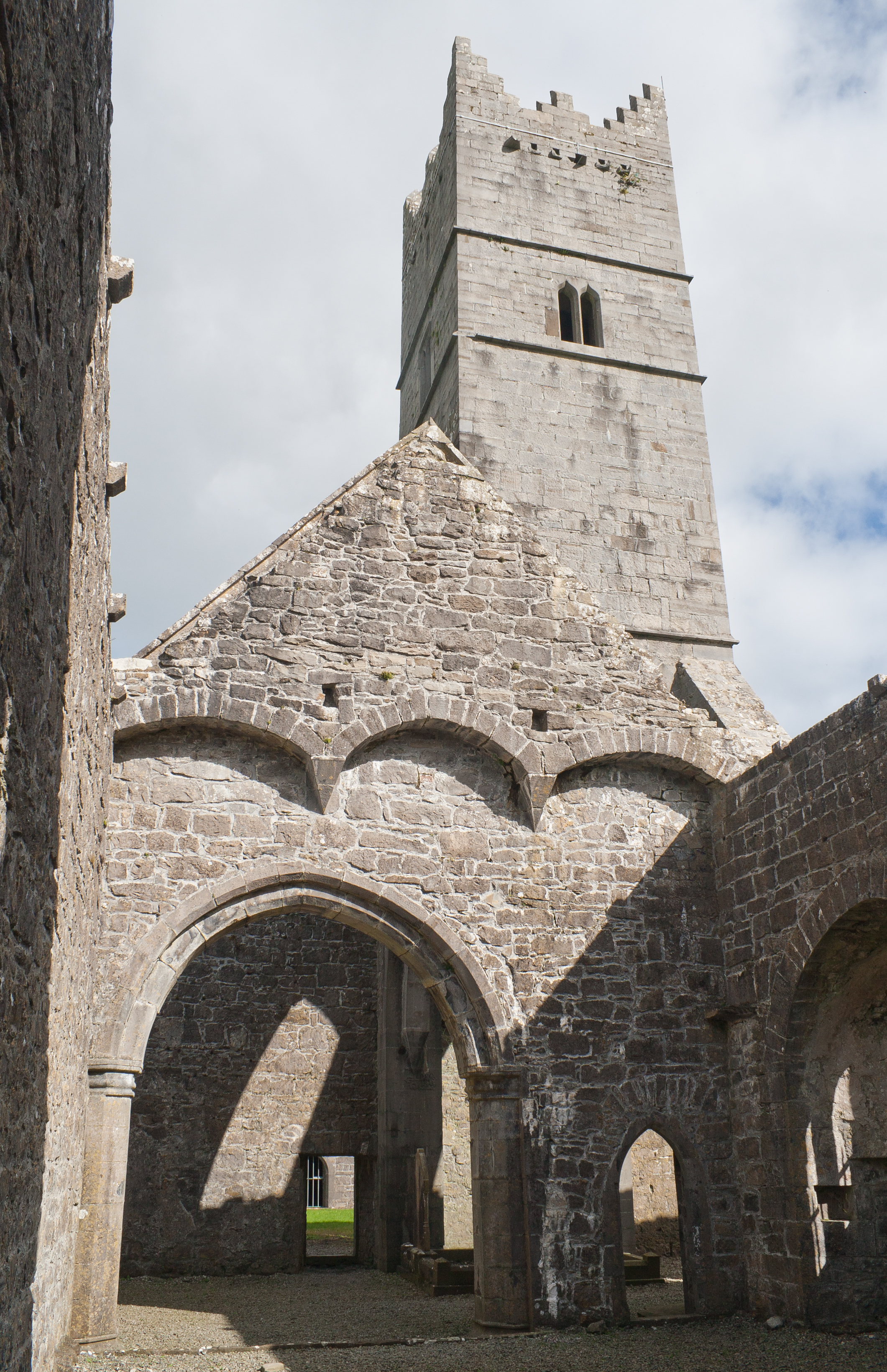
Sicht aus dem südlichen Querschiff auf das Langschiff und den Turm

In der 1722 herausgegebenen Fassung des Monasticon Hibernicum von John Stevens wird ein Joye als Gründer genannt, womit wohl der Familienname Joyce gemeint ist. Aubrey Gwynn nennt jedoch keine weiteren Quellen, die auf einen Gründer hinweisen bzw. Joyce als Gründer bestätigen. Die Familie gehört zu den Stämmen von Galway und hat sich überwiegend im Westen Connachts niedergelassen. John M. O’Hara hält es für denkbar, dass ein Mitglied der Familie Joyce sich in die landbesitzende Familie der Barretts einheiratete und so zum Gründer werden konnte.
Im Unterschied zu den Franziskanern des ersten Ordens sahen die Terziaren ihre Aufgabe in der Unterstützung der lokalen Gemeindepriester. Als unabhängig predigende Priester oder als Gelehrte waren sie weniger bekannt. Dennoch trugen sie durch die Verbreitung irischer Texte und oraler Traditionen zur Belebung des religiösen Lebens in den Gemeinden bei. Von Canice Mooney wurde die Möglichkeit angedeutet, dass der um 1300 vermutlich von einem toskanischen Franziskaner verfasste Text Meditationes Vitae Christi über Rosserk in Connacht verbreitet worden sein könnte. Der Text wurde von dem Chorherren Tomás Gruamdha Ó Bruacháin in Killala ins Irische übersetzt; nach Mooneys Einschätzung geschah dies sehr wahrscheinlich um 1443, also recht kurz nach der Gründung Rosserks.
Die Terziaren von Rosserk waren wohl recht gut vernetzt. Indizien dafür sind nicht nur in der Gründungsgeschichte zu sehen, sondern auch in der raschen Expansion, die 1445 zur Gründung eines weiteren Hauses im Nordosten Ulsters führte. Das Haus lässt sich nicht mehr verlässlich identifizieren. Möglicherweise handelte es sich dabei um das Kloster Glenarm in der Diözese Connor.
Um 1578 wurde das Kloster im Rahmen der Reformation aufgehoben; die Besitztümer fielen zunächst an James Garvey, der etwa zeitgleich auch das Kloster Murrisk übernahm. Wie lange genau die Terziaren noch bleiben konnten, bleibt unklar. Fest steht nur, dass Rosserk genauso wie Moyne und Rathfran 1590 von den Truppen Sir Richard Binghams niedergebrannt wurde.

## Architektur
Das in den 1440er-Jahren errichtete Kloster Rosserk ist das besterhaltene Haus der mittelalterlichen Gründungen der Terziaren in Irland. Im Gegensatz zu den anderen Häusern sind noch alle Bereiche des Klosters einschließlich der Nebengebäude vergleichsweise gut erhalten. Rosserk gehört zu einer Reihe franziskanischer Häuser im gälischen Westen Irlands, die im 15. Jahrhundert die klösterliche Architektur grundlegend erneuerten. Diese Bewegung begann mit Quin um 1433 und wurde in etwa zeitgleich mit Rosserk auch in Muckross und Adare fortgeführt. Kennzeichnend für diese Klöster sind schlanke und hohe Türme mit horizontalen Untergliederungen, die das Langhaus und den Chor so unterteilen, dass der Mittelpunkt des gesamten Kirchenschiffs in das östliche Ende des Langschiffs fällt. Die Ausführungen bestechen eher durch sehr saubere und feine Steinmetzarbeiten denn durch üppige dekorative Elemente. Im Gegensatz zu vielen der früheren Häuser wie beispielsweise Castledermot oder Claregalway wurden die Nebengebäude auf der Nordseite der Kirche errichtet, so dass die Kirche insbesondere auch am Spätnachmittag und an Abenden von dem noch einfallenden Licht profitieren konnte. Zumindest im 17. Jahrhundert war dies in einigen Orten Irlands die bevorzugte Zeit, zu der Mendikantenkirchen aufgesucht wurden.

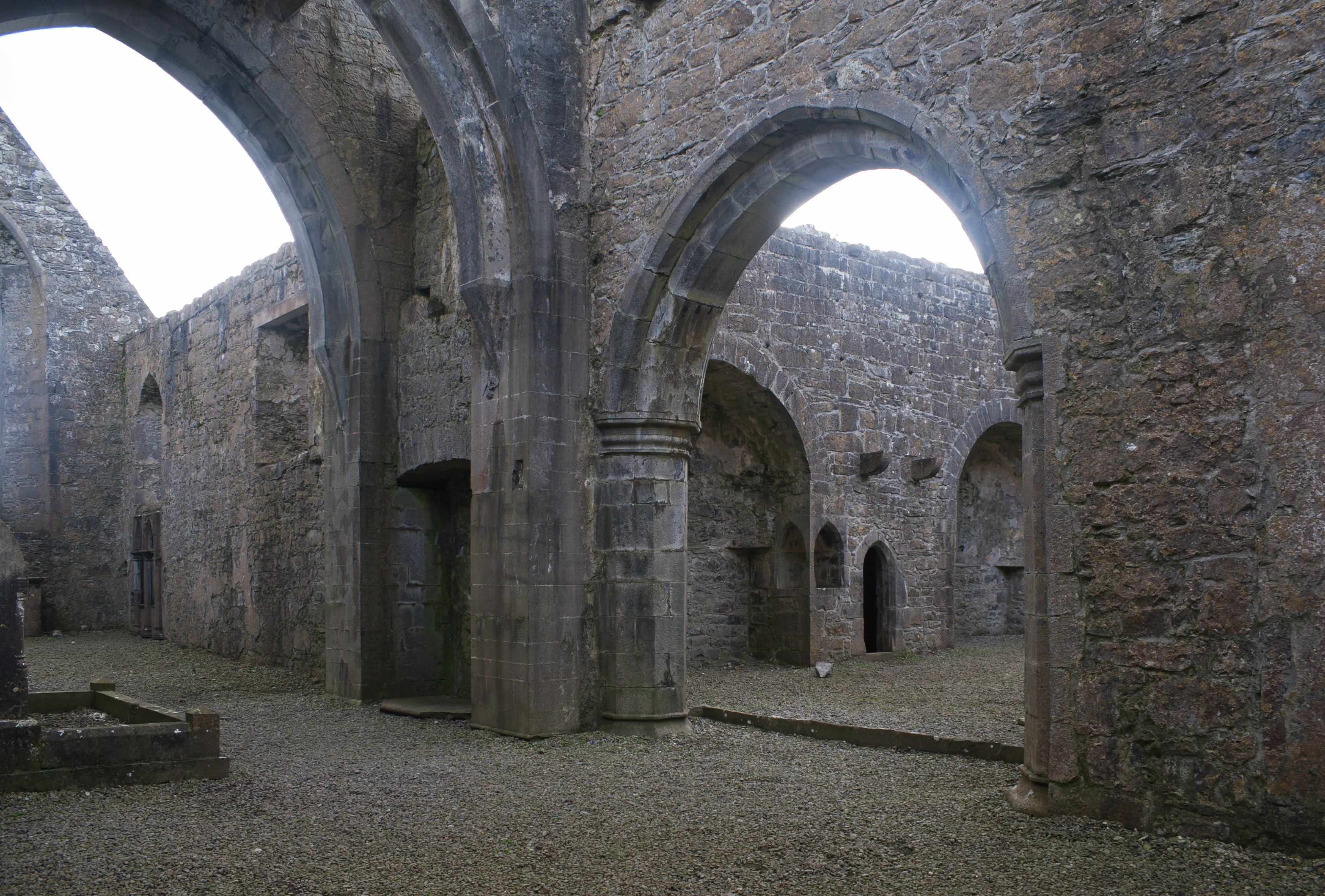
Langhaus zum Chor, rechts vor dem Mittelturm der Bogen zum Südquerhaus

Das Kirchenschiff einschließlich des Langhauses, des zwischenliegenden Turms und des Chors hat eine Länge von über 27 m bei einer durchgehenden Breite von 6 m. Die Bögen auf der West- und Ostseite des trennenden Turms sind ungewöhnlich weit. Typisch für zahlreiche irische (und auch einige englische) Klosterkirchen ist, dass der Turm zwischen Langhaus und Chor kein Vierungsturm ist, sondern auf zwei hintereinander angeordneten Chorbögen steht, das Südquerhaus aber westlich des Turms an das Langhaus angeschlossen ist.
Hinzu kommen noch etwas höher angesetzte Bögen, die die Nord- und Südseite des Turms tragen.

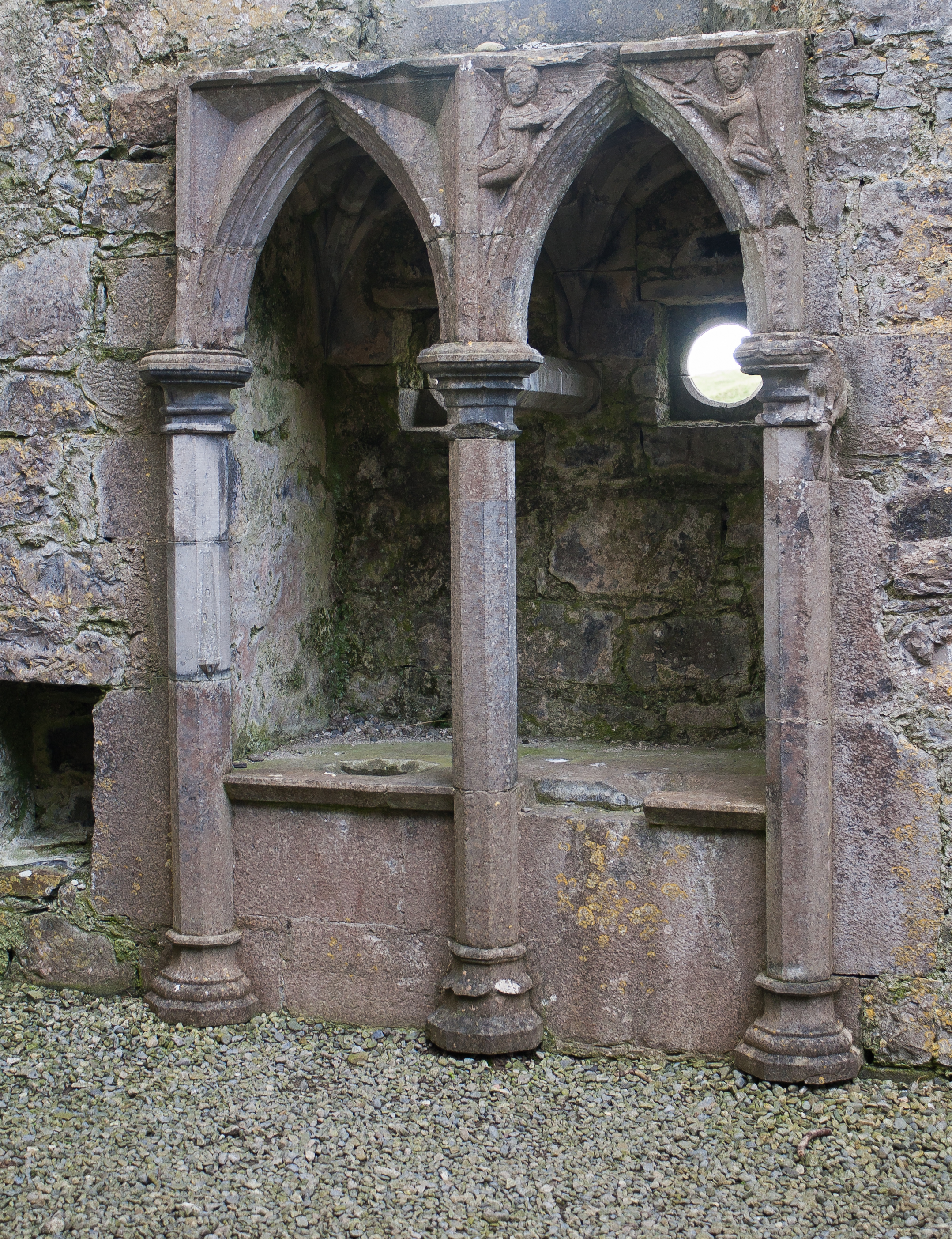
Doppel-Piscina in der Südwand des Chors

Ungewöhnlich ist die Doppel-Piscina in der Südwand des Chors, die in mehrfacher Hinsicht einzigartig ist. Durch drei achteckige, senkrechte Streben wird die Piscina in zwei Teile gegliedert, von denen jede mit einem Abflussbecken und einer runden Wandöffnung versehen ist. Innen wird die Piscina nach oben hin durch ein miniaturisiertes Kreuzrippengewölbe mit zwei Schlusssteinen abgeschlossen. In den beiden Zwickeln, die sich auf der rechten Hälfte der Piscina zwischen dem Spitzbogen und der rechteckigen Umfassung ergeben, sind zwei Reliefs mit Engeln, die Passionswerkzeuge tragen, links einen Hammer und rechts drei Nägel. In der linken Strebe findet sich das Relief eines Rundturms.

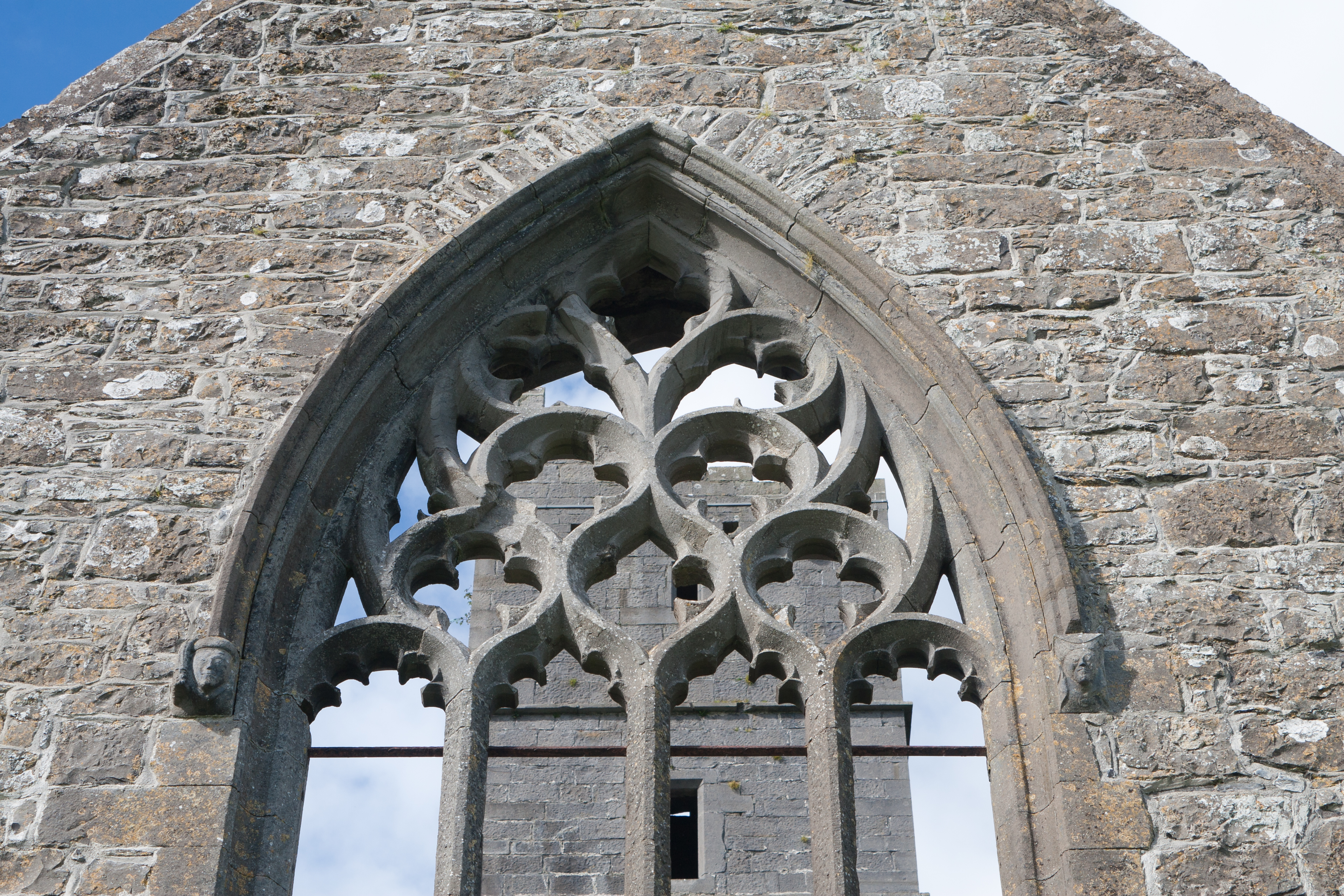
Maßwerk des Ostfensters

Zu Beginn des 14. Jahrhunderts kamen in England Maßwerk-Fenster auf, bei denen langgezogene Rippen im oberen Teil des Fensters zu netzwerkförmigen Strukturen verknüpft wurden, die teilweise an Wabenmuster erinnern. Das Ostfenster von Holycross ist ein typisches Beispiel hierfür, das ebenfalls Mitte des 15. Jahrhunderts entstand. Die Schnitte zwischen dem Fensterbogen und der netzwerkförmigen Struktur führten jedoch zu weniger attraktiv geformten Öffnungen am Rand. Zu diesem Problem gab es verschiedene Lösungsversuche, zu denen auch das Ostfenster in Rosserk gehört, bei dem mit Hilfe eines Vierpasses an der Spitze, zweier Fischblasen und sechs dornförmiger Elemente das Wabenmuster zum Rand hin ergänzt wird.
An das Kirchenschiff gliedert sich südwärts ein Querschiff an. In der Ostwand des Querschiffs befinden sich zwei Altarnischen, jeweils mit einem Fenster und einer seitlichen Piscina, die jeweils nach zwei Seiten geöffnet ist. Zwischen den beiden Altarnischen befindet sich eine Zelle, die nach Ansicht von Colmám Ó Clabaigh möglicherweise einem Eremiten diente, während Harold G. Leask eher von einer kleinen Sakristei ausging. Dieser Aufbau mitsamt der Zelle wurde später von Moyne übernommen.
Beim sich der Kirche nordwärts anschließenden Innenhof gibt es keine Anzeichen dafür, dass es je einen umlaufenden Kreuzgang mit Arkaden gegeben hätte. Das Refektorium war, ähnlich wie in Muckross oder Adare, im ersten Stock und ließ sich über eine Treppe vom Innenhof her erreichen. Wie Colmán Ó Clabaigh ausführt, gab dies nicht nur die Gelegenheit zu einem größeren und besser mit Licht durchfluteten Raum, sondern es erinnerte auch das Cenaculum in Jerusalem, in dem Jesus mit seinen Jüngern das Abendmahl einnahm (Mk 14,15 ). Die Küche befand sich unmittelbar daneben ebenfalls im ersten Stock, so dass davon ausgegangen wird, dass die darunterliegenden kleinen und dunklen Räume der Lagerung von Nahrungsmitteln, Bier und Wein dienten.

## Literatur

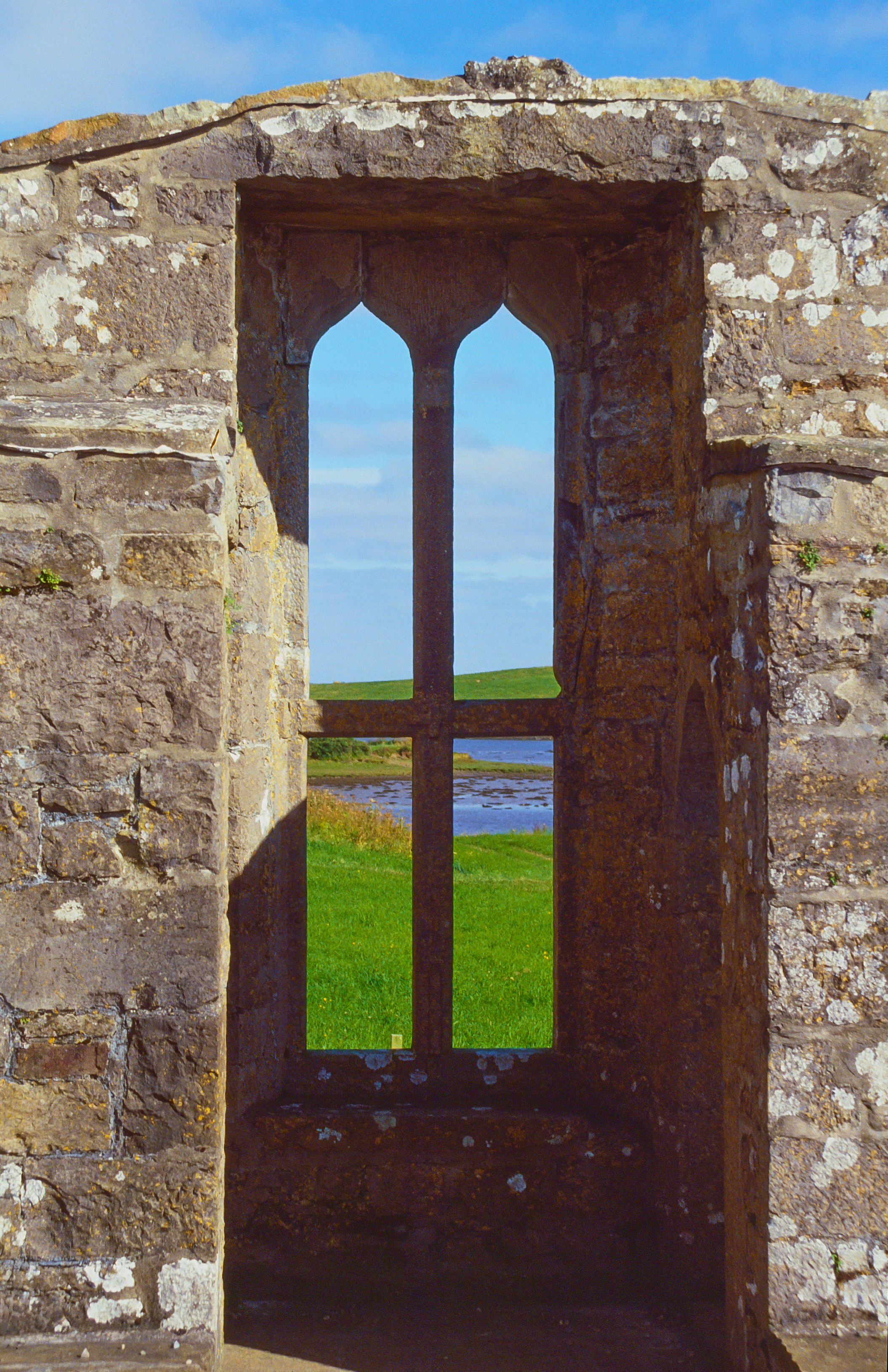
Blick aus dem nördlichen Fenster des Dormitoriums auf den River Moy, der vier Kilometer weiter nördlich in die Killala Bay mündet.